# Bede BD-22L
Bede BD-22L — американський саморобний літак, що збирається із комплекту (kit).

## Проектування і розробка
BD-22L — двомісний літак з низько розташованим крилом і триколісним шасі. Він може літати з навісом відкритим.

## Технічні характеристики (BD-22L)
Загальні характеристики
- Екіпаж: 1
- Пасажиромісткість: 1
- Довжина: 6,1 м (20 фут 0 дюйм)
- Розмах: 9,8 м (32 фут 2 дюйм)
- Висота: 1,2 м (3 фут 11 дюйм)
- Порожня вага: 386 кг (851 фунт)
- Повна вага: 599 кг (1 321 фунт)

Льотні характеристики